# UFC on ESPN: Kattar vs. Ige
UFC on ESPN: Kattar vs. Ige (también conocido como UFC on ESPN 13 y UFC Fight Island 1) fue un evento de artes marciales mixtas producido por Ultimate Fighting Championship que tuvo lugar el 16 de julio de 2020 en el du Forum de la isla de Yas, en Abu Dhabi, Emiratos Árabes Unidos.

## Antecedentes
Este evento fue el segundo de los cuatro eventos de la UFC Fight Island programados para celebrarse en la isla de Yas en julio de 2020, tras UFC 251, como parte de un plan para facilitar la celebración de eventos en los que participen luchadores afectados por las restricciones de viaje de Estados Unidos relacionadas con la pandemia de COVID-19.
Sin la presencia de aficionados, la promoción no tuvo que preocuparse por el horario local del evento, por lo que procedió con el horario normal de las horas de máxima audiencia en la costa este de Norteamérica. El combate principal comenzó a las 6:00 de la mañana (16 de julio), hora local de Abu Dhabi, y el combate preliminar comenzó aproximadamente a las 3:00 de la mañana, hora del Golfo.
El combate de Peso Pluma entre Calvin Kattar y Dan Ige fue el plato fuerte del evento.
Se esperaba un combate de Peso Medio entre John Phillips y Duško Todorović en UFC Fight Night: Woodley vs. Edwards. Sin embargo, el evento fue el primero de los cinco que se cancelaron debido a la pandemia de COVID-19 y el combate se trasladó a Cage Warriors 113 (ya que el presidente de la organización inglesa decidió ayudar a que algunos de los combates programados tuvieran lugar en el evento de su promoción previsto para el 20 de marzo). A su vez, Todorović se retiró debido a otras restricciones de viaje en la región. Entonces se esperaba que se reunieran en este evento. El 8 de julio, Todorović se retiró de nuevo, esta vez debido a un posible problema médico. Fue sustituido por el recién llegado a la promoción Khamzat Chimaev.
Un combate de Peso Gallo entre Pedro Munhoz y el ex Campeón de Peso Ligero de la UFC Frankie Edgar estuvo brevemente vinculado a UFC 251, cuatro días antes. Sin embargo, los responsables de la promoción decidieron programar el emparejamiento para este evento. El 6 de julio se anunció que el combate entre Munhoz y Edgar se había cancelado debido a que Munhoz había dado positivo por COVID-19. Fueron reprogramados para UFC 252.
Estaba previsto un combate de Peso Semipesado entre Vinicius Moreira y Modestas Bukauskas, así como otro combate entre Anderson dos Santos y Jack Shore en peso gallo. Sin embargo, Moreira y dos Santos dieron positivo por COVID-19 el 3 de julio y fueron retirados del evento. Fueron sustituidos por Andreas Michailidis y Aaron Phillips, respectivamente.
En el evento estaba previsto un combate de Peso Paja Femenino entre la ex Campeona de Invicta FC y Campeona de Peso Paja Femenini de UFC Carla Esparza y Marina Rodríguez. Sin embargo, una esquinera de Rodríguez dio positivo por COVID-19 y el combate se canceló. El análisis de Rodríguez dio negativo, pero el combate se canceló por precaución. Fueron reprogramados para UFC on ESPN: Whittaker vs. Till el 26 de julio.
Estaba previsto un combate de Peso Semipesado entre Timo Feucht y Kenneth Bergh. Sin embargo, un día después de que se anunciara el combate, Feucht fue retirado del evento por razones desconocidas y fue sustituido por Jorge González. Más tarde se anunció que Feucht fue destituido debido a sus vínculos neonazis en el pasado, incluido un ataque en enero de 2016 en el distrito de Connewitz, en Leipzig, por el que fue detenido. A su vez, el combate se canceló el día del pesaje porque Bergh tuvo problemas durante su corte de peso.
En el pesaje, Abdul Razak Alhassan y Chris Fishgold no alcanzaron el peso para sus respectivos combates. Alhassan pesó 174 libras, tres libras por encima del límite de combate de Peso Wélter. Fishgold pesó 149 libras, tres libras por encima del límite de peso pluma. Ambos combates se celebraron con un Peso Capturado y se les impuso una multa del 20% de sus bolsas individuales, que fueron a parar a sus oponentes Mounir Lazzez y Jared Gordon.

## Premios de bonificación
Los siguientes luchadores recibieron bonificaciones de $50000 dólares.
- Pelea de la Noche: Mounir Lazzez vs. Abdul Razak Alhassan
- Actuación de la Noche: Khamzat Chimaev, Lerone Murphy y Modestas Bukauskas

Abdul Razak Alhassan fue descalificado para la bonificación del combate de la noche debido a la falta de peso, por lo que se concedió una tercera bonificación de la Actuación de la Noche.